# Lucio Vero
Lucio Vero ist ein Opern-Libretto bestehend aus drei Akten von Apostolo Zeno. Es wurde von mehr als 50 Komponisten vertont. Andere häufiger verwendete Titel sind Lucius Verus, Vologeso oder Berenice. Die erste Vertonung durch Carlo Francesco Pollarolo wurde am 26. Dezember 1699 im Teatro San Giovanni Crisostomo in Venedig uraufgeführt. In neuerer Zeit gab es Aufführungen der Vertonungen von Niccolò Jommelli (Vologeso) und Christoph Graupner (Berenice und Lucilla).

## Handlung
Ein Jahr nach seinem Sieg im Krieg gegen die Parther befindet sich der römische Kaiser Lucio Vero (Lucius Verus) immer noch im besetzten Land. Er hat sich in Berenice, die Königin von Armenien, verliebt und will diese heiraten, obwohl er bereits mit Lucilla, der Tochter seines Mitkaisers Marc Aurel, verlobt ist. Berenice jedoch bleibt ihrem Geliebten, dem besiegten König Vologeso (Vologaeses IV.), treu. Vologeso wird nach einem missglückten Mordanschlag gegen den Kaiser festgenommen. Lucilla reist aus Rom an und bringt ihren Verlobten zur Vernunft, indem sie mit Hilfe ihres Vertrauten Claudio (in manchen Ausgaben Flavio genannt) eine Revolte anzettelt.
Die Vorgeschichte der Opernhandlung wird im Vorwort des Librettos folgendermaßen beschrieben:

„Kayser Marco Aurelio erwehlte zu seinen Gespan vnd Nachfolger in dem Reich Lucio Antonio Vero einen edlen Römer, vnd gabe ihme zur Braut Lucilla seine Tochter. Aber eben zur Zeit der Vereheligung, zohe wider die Römer in das Feld, Vologeso der Parther König, nebst Beystand Berenice Königin von Armenien: mußte also der neue Kayser das Römische Kriegs-Heer wider die Parther anführen, vnd die Vermählung mit Lucilla gleichwohlen biß zu Ende deß Feld-Zugs verschieben. Es kame bald zu einem Treffen, in welchem Lucio Vero die Oberhand, auch Königin Berenice gefangen bekame; vnd weilen er glaubete, Vologeso der König wäre in der Schlacht vmbkommen, führete er selbe mit sich nacher Efeso: allwo er durch ihre Schönheit gefangen, eintzig vnd allein dahin trachtete, wie er sie zur Ehe-Gemahlin haben kunte. Als dises in Rom kundbar worden. Befande sich Marco Aurelio höchstens affrontiert: sandte derowegen alsobald Flavio mit Lucilla nacher Efeso ab, vnd liesse Lucio Vero vermelden, er solle sich entweders mit seiner Tochter vermählen, oder deß Reichs auff ewig begeben. Die Sach schluge glücklich vor sie auß, wiewohlen Lucio Vero Lucilla nit verachtete, indeme selbe das Römische Kriegs-Heer wider den neuen Kayser auffgewiglet, vnd ihne gleichwohlen genöthiget, vnd ihne gleichwohlen genöthiget, Berenice zu verlassen, vnd das mit ihr gethane Versprechen zu vollziehen. Indessen aber genesete von denen in der Schlacht empfangenen Wunden Vologeso, vnd da er die Gefangenschafft Berenice seiner Braut vernommen, begibt er sich (vmb dero Beständigkeit Beystand zuleisten, vnd deß Lucio Vero Unternehmungen zu begegnen) unbekandt nacher Efeso, allwo er durch List vnd Geld erhalten unter denen Kayserlichen Bedienten auffgenommen zu werden. Ein mehrers ist auß der Opera zuvernemmen.“

Die folgende Inhaltsangabe basiert auf dem Libretto der 1766 im Schlosstheater aufgeführten Oper Vologeso von Niccolò Jommelli.

### Erster Akt
Kaiserlicher Saal mit üppig gedeckten Tischen
Szene 1. Lucio Vero fordert Berenice auf, die Trauer um ihren verstorbenen Verlobten zu beenden und sich zu ihm zu setzen. Berenice gehorcht nur widerwillig.
Szene 2. Der verkleidete Vologeso und Lucio Veros Vertrauter Aniceto betreten den Raum mit einem Gefolge kaiserlicher Diener. Der Chor besingt die frohen Stunden des Festmahls. Berenice erkennt ihren totgeglaubten Verlobten, lässt sich aber nichts anmerken. Lucio Vero bietet Berenice den ersten Trunk an. Als sie zugreift, entreißt Vologeso ihr die Schale und schleudert sie zu Boden. Er hatte den Trank vergiftet, um Lucio Vero zu töten und gibt sich als Parther zu erkennen, der seinen König Vologeso rächen wollte. Lucio Vero lässt ihn festnehmen. Vologeso fürchtet sich jedoch nicht vor dem Kaiser, sondern sorgt sich nur um Berenice (Arie Vologeso: „Invan minacci e credi“).
Szene 3. Lucio Vero betraut Aniceto mit der Aufsicht über den Gefangenen. Aniceto entfernt sich mit den kaiserlichen Dienern.
Szene 4. Nach dem Vorfall versucht Lucio Vero Berenice zu beruhigen. Aber sie würde lieber allein sein.
Szene 5. Aniceto kehrt mit der Nachricht zurück, dass Lucio Veros Verlobte Lucilla – die Tochter Kaiser Aurelios – zusammen mit römischen Botschaftern eingetroffen ist. Das kommt Lucio Vero äußert ungelegen. Um Lucilla abzulenken, ordnet er Spiele in der Arena an. Aniceto wird vorausgeschickt – was dieser freudig tut, da er Lucilla verehrt. Auch Berenice soll den Feierlichkeiten beiwohnen. Lucio Vero hofft, den Frieden in seinem Herzen wiederzufinden (Arie des Lucio Vero: „Luci belle, più serene“).
Szene 6. Nach der Rückkehr ihres Geliebten hat Berenice wieder Hoffnung gewonnen (Arie der Berenice: „Se vive il mio bene“).
Ein Park der königlichen Gärten mit Blick auf den Kaiserpalast
Szene 7. Lucilla und Flavio sind mit ihrem Gefolge in Efeso eingetroffen und erwarten Lucio Vero. Dieser kommt mit seinen Wachen aus dem Palast und fragt sie nach dem Grund ihrer Reise. Lucilla antwortet, dass nach dem Sieg über die Parther bereits mehr als ein Jahr vergangen sei und er in Rom erwartet werde. Flavio ergänzt, dass Aurelio sie gesandt habe, um ihm ein Ultimatum zu stellen. Entweder Lucio Vero und Lucilla heiraten noch am nächsten Tag, oder er müsse abdanken. Lucio Vero antwortet ausweichend. Er beauftragt seine Wachen, die Ankömmlinge zur Arena zu begleiten und zieht sich zurück.
Szene 8. Lucilla fragt Flavio nach seinem Eindruck von Lucio Vero. Flavio findet sein ausweichendes Verhalten verdächtig. Berenice dagegen hofft immer noch, dass der Kaiser ihr treu ist (Arie: „Tutti di speme al core“). Sie geht.
Szene 9. Flavio befürchtet, dass sich Berenice täuscht. Da sie selbst ein treues Herz hat, kann sie sich Untreue auch bei anderen nicht vorstellen (Arie des Flavio: „Crede sol ch’a nuovi ardori“).
Ein prunkvoll geschmücktes und mit Vorhängen versehenes Amphitheater für Tierkämpfe
Szene 10. Lucio Vero, Berenice, Lucilla und Flavio erscheinen mit ihrem Gefolge. Während Lucio Vero stolz auf die zu erwartenden Kämpfe zwischen verurteilten Verbrechern und Raubtieren hinweist, wundert sich Berenice darüber, dass sich die Römer sogar beim Vergnügen an Blutbäder gewöhnen. Aniceto gesellt sich zu ihnen, und die Trompeten erklingen zum Zeichen des Beginns. Alle gehen durch das Portal, das sich hinter ihnen schließt, und gehen nach oben, um ihre Plätze einzunehmen. Anschließend öffnet sich eine kleinere Tür, durch die Vologeso in das Amphitheater geführt wird.
Szene 11. Vologeso ist entsetzt, allein und unbewaffnet den Raubtieren vorgeworfen worden zu sein. Auch seine Verlobte Berenice scheint sich völlig ungerührt unter den Zuschauern zu befinden. Als die Genannte seine Worte hört, stürzt sie sich in das Theater, um seine Qualen zu teilen. Lucio Vero befiehlt zu spät, den Zugang zu schließen – ein Löwe hat den Weg zu den beiden gefunden. Lucio Vero wirft Vologeso sein Schwert zu, damit er sich verteidigen kann. Es gelingt Vologeso, den Löwen zu verwunden, bevor dieser von Lucio Veros Wachen getötet wird.
Szene 12. Lucilla hat am Verhalten Lucio Veros bemerkt, wie viel ihm Berenice bedeutet. Sie fühlt sich betrogen und teilt dies Flavio mit, der sich daraufhin entfernt. Vologeso gibt dem Kaiser dankbar das Schwert zurück. Der jedoch lässt ihn erneut festnehmen. Als Berenice ihn anfleht, sein gutes Werk zu vollenden, ist er bewegt, zögert jedoch mit der Antwort. Im Schlussquartett des ersten Satzes („Quel silenzio – quel sospiro“) geben alle ihren Gefühlen Ausdruck: Berenice und Vologeso leiden unter der Strenge und Grausamkeit des Kaisers, Lucilla unter seiner Untreue und Lucio Vero unter seinen widerstreitenden Gefühlen des Zorns und des Mitleids. Unter Tränen verabschieden sich Berenice und Vologeso voneinander. Vologeso bleibt gefangen.

### Zweiter Akt
Kabinett
Szene 1. Aniceto meldet Lucio Vero, dass sein Befehl ausgeführt wurde und Vologeso gleich zu ihm geführt werde. Lucio Vero lässt sich von ihm die Richtigkeit seiner Handlung bestätigen. Rom, Lucilla, Aurelio, das „Recht“ und der „Ruhm“ werden sich mit den Fakten abfinden müssen. Er bittet Aniceto, zu Lucilla zu gehen und ihr mitzuteilen, dass er sich in eine andere verliebt habe. Aniceto versichert Lucio Vero, dass er ihn verstehe und ihn vor den Menschen verteidigen werde (Arie des Aniceto „So ben comprenderti“).
Szene 2. Vologeso wird gefesselt hereingeführt. Lucio Vero lässt ihm die Ketten abnehmen und schlägt einen Kompromiss vor. Er werde seine Freiheit und sein Reich zurückerhalten, wenn er auf Berenice verzichte. Vologeso lehnt dies entschieden ab. Lucio Vero fühlt sich provoziert. Er lässt Vologeso erneut fesseln und in den Kerker werfen (Arie des Lucio Vero: „Sei tra’ ceppi e insulti ancor?“). Lucio Vero geht zornig fort.
Szene 3. Berenice tritt ein und findet Vologeso noch immer gefesselt. Vologeso erzählt ihr von Lucio Veros Urteil: „entweder ohne Berenice oder ohne Leben“. Er bittet sie, standhaft zu bleiben. Lieber wolle er sterben, als zuzusehen, wie sie sich vor dem Tyrannen erniedrigt (Arie des Vologeso: „Cara, deh serbami costante il core“). Er wird von den Wachen abgeführt.
Szene 4. Aniceto überbringt Berenice ein Ultimatum des Kaisers: Sie muss sich zwischen seiner Hand und dem Kopf Vologesos entscheiden. Berenice lässt dem Kaiser ausrichten, dass sie ihn derart verachte, dass sie lieber an Vologesos Seite sterben wolle, statt mit ihm zu regieren. Als der Kaiser, der von der Seite zugehört hat, befiehlt, den Kopf Vologesos zu bringen, bricht ihre Haltung zusammen. Sie fühlt sich schuldig an Vologesos Tod und unternimmt noch mehrere Versuche, den Kaiser umzustimmen. Diese gipfeln in einer verzweifelten Arie (Arie der Berenice: „Tu chiedi il mio core, il cor ti darò“ – „Du verlangst mein Herz, das Herz werde ich dir geben“). Sie geht.
Szene 5. Lucio Vero beauftragt Aniceto, Berenice zu folgen und sie zu drängen, sich deutlicher zu erklären. Dann soll er Lucilla mitteilen, dass sie und Flavio das Land verlassen müssen.
Szene 6. Lucio Vero sieht seine Wünsche in Erfüllung gehen. Dennoch findet er keine Ruhe, da Berenice ihn nur gezwungenermaßen heiraten werde. Er beginnt, an seinen Plänen zu zweifeln (Arie des Lucio Vero: „Che farò?“).
Ein alter Friedhof, der an den Kerker angrenzt
Szene 7. Lucilla erzählt Flavio von ihrer Verbannung. Da Rom nicht zulassen kann, dass sich mit Berenice fremdes Blut in das eigene mischt, plant er eine Revolte des Heeres. Zuvor soll Lucilla noch einmal mit dem Kaiser reden, um ihn umzustimmen (Arie des Flavio: „Rammentagli chi sei“).
Szene 8. Lucio Vero kommt mit seinem Gefolge und Berenice, die ihn bittet, noch einmal mit Vologeso sprechen zu dürfen. Lucio Vero gestattet es ihr und teilt dann Lucilla seinen Entschluss mit: Auch seine Schuldgefühle ändern nichts daran, dass er sich für Berenice entschieden habe – und vielleicht habe ja auch Lucilla einen anderen Geliebten. Lucilla ist zutiefst gekränkt über diese Bemerkung. Sie war ihm immer treu geblieben (Arie der Lucilla: „Partirò, se vuoi così“). Sie geht.
Szene 9. Lucio Vero ist erleichtert über Lucillas Fortgang. Er lässt Vologeso holen, damit Berenice mit ihm sprechen kann. Berenice fordert ihn auf, dem Gespräch beizuwohnen.
Szene 10. Vologeso kommt aus seinem Gefängnis zu ihnen. Lucio Vero teilt ihm mit, dass er seine wiedergewonnene Freiheit Berenice verdanke. Als Vologeso ihr entsetzt Vorhaltungen machen will, bittet Berenice ihn um Geduld. Sie wendet sich nun an Lucio Vero. Da sie ihm ihr Herz versprochen habe, möge er es ihr nun aus der Brust reißen – aber er solle sein Versprechen halten und ihrem Geliebten Leben, Thron und Freiheit zurückgegeben. Lucio Vero lässt beide wütend in Ketten legen. Berenice und Vologeso bleiben unerschrocken, während Lucio Vero tobt und schließlich wieder von Gewissensbissen geplagt wird (Terzett: „Se fida m’adora“ – „Si viva in catene“ – „Così m’insultate?“).

### Dritter Akt
Galerie
Szene 1. Flavio berichtet Lucilla vom Fortgang des Aufstands. Das Volk sei auf ihrer Seite. Es fehle nur noch die Zustimmung Lucillas. Diese gibt ihm freie Hand – aber das Leben des Kaisers solle verschont werden. Flavio entfernt sich.
Szene 2. Lucio Vero kommt zu Lucilla. Sie erklärt sich einverstanden mit ihrer Verbannung und wünscht ihm viel Glück mit Berenice. Lucio Vero bittet sie um Mitleid, da er nicht mehr Herr seiner Gefühle sei (Arie des Lucio Vero: „Uscir vorrei d’affanno“). Er geht.
Szene 3. Lucilla sieht keinen Sinn in der Anwendung von Gewalt, wenn der Geliebte sie nicht wiederliebt. Sie will sich von Lucio Vero lösen, kann ihre Gefühle aber nicht unterdrücken (Arie der Lucilla: „Amor non sa che sia“).
Gefängnis
Szene 4. Während sich Vologeso auf den Tod vorbereitet, kommt Flavio mit einigen Soldaten herein. Sie lösen ihm die Fesseln, und Flavio gibt ihm ein Schwert. Er stellt sich als Römer und Feind des unmenschlichen Kaisers vor. In Kürze werde Vologeso sein Reich und Berenice zurückerhalten (Arie des Vologeso: „Ah, sento che in petto“).
Ein zur Trauer vorbereitetes Zimmer; ein Stuhl und ein Tischchen mit Lampen darauf
Szene 5. Aniceto meldet Lucio Vero die Ankunft Berenices. Aniceto wird fortgeschickt, um weitere Befehle auszuführen. Lucio Vero versteckt sich, um Berenice zu beobachten.
Szene 6. Berenice betritt das Zimmer und klagt über das Schicksal Vologesos, den sie bereits für tot hält. In einem Schatten vermeint sie seinen Geist zu sehen (Arie der Berenice: „Ombra che pallida“). Lucio Vero ist erschüttert über ihren Schmerz. Er tritt hervor, um sie zu beruhigen.
Szene 7. Aniceto kommt mit einem Pagen, der ein mit einem schwarzen Tuch bedecktes Becken trägt. Er überreicht es Berenice als Geschenk des Kaisers und ergänzt: „Wenn du deinen Verlobten suchst, ist er bereits mit dir.“ Berenice ist erschüttert. Sie glaubt, es handele sich um den Kopf Vologesos (Arie der Berenice: „Su quel caro volto esangue“).
Szene 8. Während das Becken aufgedeckt wird, erklingt eine lebhafte Sinfonia. Die düstere Ausstattung verschwindet, und die Szene verwandelt sich in einen prachtvollen Palast. Auf dem Becken befinden sich die Königskrone und das Zepter. Lucio Vero nähert sich mit Aniceto und seinem gesamten Hofstaat. Er hofft, Berenice werde nun nachgeben. Diese aber legt keinen Wert auf die Gegenstände. Ihr Glück liege allein in Vologeso. Lucio Vero zürnt und droht mit der Vollstreckung des Todesurteils. In diesem Moment ist Waffenlärm zu hören, und die aufständischen Truppen nähern sich.
Szene 9. Vologeso und Flavio kommen mit bewaffneten Römern. Flavio fordert Lucio Vero auf, den Lorbeerkranz abzunehmen und die Herrschaft niederzulegen. Lucio Vero, Vologeso und Flavio greifen zu den Schwertern.
Szene 10. Bevor es zum Kampf kommt, tritt Lucilla dazwischen. Dem Kaiser dürfe nichts geschehen. Er möge nun die Entscheidung über seine Hochzeit treffen. Sie werde ihm verzeihen. Beeindruckt von ihrer Großmütigkeit legt Lucio Vero sein Schwert nieder und verspricht, zu ihr zurückzukehren. Flavio erkennt ihn wieder als Kaiser an, und Lucio Vero schenkt Berenice und Vologeso die Freiheit und sein Reich. Nur Aniceto muss seine heimliche Liebe zu Lucilla aufgeben. Die Paare reisen ab, und die Oper endet mit einem fröhlichen Schlusschor.

## Entstehungsgeschichte
Nachdem das Libretto mehr als fünfzehn Mal unter dem ursprünglichen Namen Lucio Vero vertont worden war, wurde es 1739 von Guido Eustachio Luccarelli für Rinaldo di Capuas Oper Vologeso überarbeitet. Unter diesem Titel erschien eine Vielzahl weiterer Vertonungen. Im Laufe der Zeit wurde der Text immer weiter überarbeitet und an die Konventionen der jeweiligen Zeit angepasst. Die Anzahl der Arien wurde verringert, die ursprünglich unregelmäßig geformten Arien durch andere ersetzt und die Rezitative gekürzt. Auch die Handlung wurde vereinfacht. Bereits Luccarelli kürzte den dritten Akt und die Schlussszenen des ersten Akts deutlich. 1766 überarbeitete Mattia Verazi Luccarellis Text erneut für eine ebenfalls Vologeso genannte Oper von Niccolò Jommelli, der bereits 1754 das ursprüngliche Libretto vertont hatte.

## Vertonungen
Folgende Komponisten vertonten dieses Libretto:
| Komponist                                 | Uraufführung                                                     | Aufführungsort     | Anmerkungen |  |
| ----------------------------------------- | ---------------------------------------------------------------- | ------------------ | --- |  |
| Carlo Francesco Pollarolo                 | 26. Dezember 1699, Teatro San Giovanni Crisostomo                | Venedig            | 1706 im Teatro in Verona; am 13. Dezember 1707 im Teatro dei Fiorentini in Neapel; am 18. Januar 1712 im Teatro Regio Ducale in Mailand; am 26. Oktober 1716 im Teatro Molza in Modena (geleitet und möglicherweise bearbeitet von Antonio Maria Bononcini)       |  |
| Giacomo Antonio Perti und Martino Bitti   | 1700                                                             | Bologna            | der erste Akt stammt von Bitti, die Akte zwei und drei von Perti; Musik nicht erhalten |  |
| anonym                                    | September 1700, Villa Pratolino                                  | Florenz            | |  |
| anonym                                    | 26. Dezember 1701, Teatro del Falcone                            | Genua              | |  |
| Johann Mattheson und Georg Bronner        | 1702, Oper am Gänsemarkt                                         | Hamburg            | als Berenice; Deutsche Librettofassung von Hinrich Hinsch |  |
| anonym                                    | 1702, Teatro San Sebastiano                                      | Livorno            | |  |
| Christoph Graupner → Berenice und Lucilla | 4. März 1710                                                     | Darmstadt          | Libretto bearbeitet als Berenice und Lucilla bzw. Berenice e Lucilla, overo L’amar per virtù von Osiander und Aurelio Aureli; Wiederaufführung im Juni 1712 |  |
| Johann Friedrich Fasch                    | 1711                                                             | Zeitz              | in deutscher Sprache als Lucius Verus; der Librettist oder Bearbeiter ist nicht genannt; 1739 als Berenice in Zerbst |  |
| Tomaso Albinoni                           | 27. Mai 1713, Teatro Bonacossi                                   | Ferrara            | |  |
| anonym                                    | 26. Februar 1715, King’s Theatre am Haymarket                    | London             | als Lucio Vero, imperatore di Roma; auch 1716 |  |
| anonym                                    | 22. April 1717, Teatro Formagliari                               | Bologna            | |  |
| Andrea Stefano Fiorè                      | Karneval 1718, Teatro Carignano                                  | Turin              | als Il trionfo di Lucilla |  |
| Francesco Gasparini                       | Januar 1719, Teatro Alibert                                      | Rom                | |  |
| anonym                                    | 31. Juli 1720, Teatro della Pergola                              | Florenz            | |  |
| Pietro Torri                              | 12. Oktober 1720, Hoftheater                                     | München            | am 3. Januar 1723 erneut aufgeführt |  |
| Domenico Sarro                            | Januar 1722, Teatro San Bartolomeo                               | Neapel             | |  |
| Francesco Ciampi                          | Karneval 1726, Teatro Arciducale                                 | Mantua             | |  |
| Antonio Bioni                             | Mai 1727, Theater im Ballhaus                                    | Breslau            | |  |
| Attilio Ariosti                           | 7. Januar 1727, King’s Theatre am Haymarket                      | London             | als Lucio Vero, imperator di Roma; Librettobearbeitung vermutlich von Nicola Francesco Haym |  |
| Reinhard Keiser                           | 1728, Oper am Gänsemarkt                                         | Hamburg            | als Lucius Verus; Deutsche Librettofassung von Hinrich Hinsch, ursprünglich 1702 unter dem Namen Berenice von Johann Mattheson und Georg Bronner vertont; laut Vorwort wurden einige der deutschsprachigen Arien durch italienische ersetzt; Musik nicht erhalten |  |
| anonym                                    | Karneval 1730, Teatro del Pubblico                               | Reggio nell’Emilia | |  |
| Antonio Tonelli                           | 1731                                                             | Bologna            | Librettist oder Bearbeiter nicht genannt; Musik nicht erhalten |  |
| anonym                                    | 1. Januar 1734                                                   | Brünn              | |  |
| Francesco Araja                           | 4. Januar 1735, Teatro Sant’Angelo                               | Venedig            | |  |
| Nicola Sala                               | 1737, Teatro Condes                                              | Lissabon           | als Vologeso |  |
| Rinaldo di Capua                          | Karneval 1739, Teatro Argentina                                  | Rom                | Libretto bearbeitet von Guido Eustachio Luccarelli als Vologeso, re de’ Parti; auch am 4. Oktober 1745 in Terni; im Frühling 1749 in Macerata |  |
| Ignaz Holzbauer                           | Herbst 1739                                                      | Holleschau         | als Vologeso |  |
| anonym                                    | Karneval 1740                                                    | Klagenfurt         | |  |
| Pietro Pulli                              | Mai 1741, Teatro Pubblico                                        | Reggio nell’Emilia | als Vologeso, re de’ Parti |  |
| Giuseppe Maria Orlandini (?)              | Januar 1742, Teatro della Pergola                                | Florenz            | als Vologeso, re de’ Parti; von Orlandini vermutlich nur bearbeitet |  |
| anonym                                    | Karneval 1742, Teatro Filarmonico                                | Verona             | |  |
| anonym                                    | 26. Januar 1742, Teatro della Pergola                            | Florenz            | als Vologeso, re de’ Parti |  |
| Ignazio Fiorillo                          | 1742                                                             | Padua              | als Vologeso |  |
| anonym                                    | Karneval 1743                                                    | Livorno            | als Vologeso, re de’ Parti |  |
| Leonardo Leo                              | Karneval 1744, Teatro Regio                                      | Turin              | als Vologeso, re de’ Parti |  |
| Gennaro Manna                             | 19. Dezember 1745, Teatro San Carlo                              | Neapel             | |  |
| Paolo Scalabrini                          | November 1746, Hoftheater                                        | Braunschweig       | als Lucius Verus; Autorschaft zweifelhaft; deutsche Übersetzung des Librettos vermutlich von Georg Caspar Schürmann; Arien von Carl Heinrich Graun; auch am 28. November 1746 in der Oper am Gänsemarkt in Hamburg; zur Wintermesse 1756 erneut in Braunschweig   |  |
| anonym                                    | 1747                                                             | Regensburg         | |  |
| anonym                                    | Fassnacht 1747                                                   | Augsburg           | als Lucius Verus |  |
| anonym                                    | 14. November 1747, King’s Theatre am Haymarket                   | London             | als Lucio Vero, imperator di Roma |  |
| Baldassare Galuppi                        | 13. Februar 1748, Teatro Argentina                               | Rom                | als Il Vologeso; auch am 20. Dezember 1748 in Cremona; Karneval 1749 im Teatro dell’Aquila in Foligno; Karneval 1751 im Teatro de’ Nobili in Perugia; Karneval 1753 im Teatro Regio Ducale Vecchio in Mantua; Karneval 1754 im Theater am Tummelplatz in Graz     |  |
| anonym                                    | 26. Dezember 1749                                                | Modena             | als Vologeso, re de’ Parti |  |
| Davide Perez                              | 1750, Hoftheater                                                 | Wien               | als Vologeso re de’ Parti; 1754 revidiert als Lucio Vero im Teatro Filarmonico in Verona; Karneval 1762 revidiert als La Berenice ebenda |  |
| Andrea Adolfati                           | Karneval 1752, Teatro Falcone                                    | Genua              | als Vologeso |  |
| Giovanni Battista Lampugnani              | Karneval 1752, Teatro Falcone                                    | Genua              | als Vologeso, re de’ Parti; auch am 30. November 1753 als Il Vologeso in Barcelona |  |
| Girolamo Abos                             | 18. Dezember 1752, Teatro San Carlo                              | Neapel             | als Lucio Vero, o sia Il Vologeso |  |
| Francesco Zoppis                          | 1753, Neues Theater                                              | Prag               | als Vologeso; auch im Theater an der Reitbahn in Leipzig |  |
| anonym                                    | 26. Dezember 1753, Teatro della Pergola                          | Florenz            | als Vologeso, re de’ Parti |  |
| Niccolò Jommelli                          | 26. Januar 1754, Teatro Regio Ducale                             | Mailand            | erste Vertonung |  |
| Giuseppe Sarti                            | Karneval 1754, Det Kongelige Teater                              | Kopenhagen         | als Vologeso; auch Karneval 1765 im Teatro San Benedetto in Venedig; Karneval 1769 in Verona |  |
| anonym                                    | 1755                                                             | Hamburg            | als Il Vologeso |  |
| Ferdinando Bertoni                        | Karneval 1757, Teatro Regio                                      | Turin              | erste Vertonung |  |
| Ferdinando Bertoni                        | Karneval 1759, Teatro degli Obizzi                               | Padua              | zweite Vertonung als Vologeso; auch am 11. Februar 1764 im Teatro Argentina in Rom |  |
| anonym                                    | 31. Januar 1759, Teatro della Pergola                            | Florenz            | als Vologeso, re de’ Parti |  |
| anonym (Pasticcio)                        | 13. November 1959, King’s Theatre am Haymarket                   | London             | |  |
| anonym                                    | Karneval 1760, Teatro Formagliari                                | Bologna            | als Vologeso, re de’ Parti |  |
| anonym                                    | Winter Palermo, Teatro di Santa Cecilia                          | Palermo            | als Il Vologeso |  |
| Domenico Fischietti                       | 1764                                                             | Prag               | als Vologeso |  |
| Antonio Sacchini                          | 4. November 1764, Teatro San Carlo                               | Neapel             | Wiederaufnahmen am 27. Dezember 1766 und am 13. August 1785; 1772 als Vologeso im Teatro Ducale in Parma |  |
| Giovanni Masi                             | 1766, Teatro degli Illuminati                                    | Città di Castello  | als Vologeso; auch am 2. Januar 1776 im Teatro Argentina in Rom |  |
| Niccolò Jommelli                          | 1766, Schlosstheater                                             | Ludwigsburg        | zweite Vertonung als Vologeso; Libretto bearbeitet von Mattia Verazi; auch Karneval 1769 im Teatro de Salvaterra in Lissabon |  |
| anonym                                    | 26. Dezember 1768, Teatro della Pergola                          | Florenz            | als Vologeso, re de’ Parti |  |
| anonym                                    | Juni 1769                                                        | Cádiz              | |  |
| Giuseppe Colla                            | 24. Mai 1770, Teatro San Benedetto                               | Venedig            | als Vologeso |  |
| anonym                                    | Karneval 1774, Teatro Comunale                                   | Bologna            | |  |
| Tommaso Traetta                           | 17. November 1774, Hoftheater                                    | Sankt Petersburg   | Libretto bearbeitet von Marco Coltellini |  |
| Giovanni Marco Rutini                     | 22. Januar 1775, Teatro della Pergola                            | Florenz            | als Vologeso, re de’ Parti; auch am 30. Mai 1776 im Teatro San Carlo in Neapel |  |
| Pietro Alessandro Guglielmi               | 26. Dezember 1775, Teatro Regio Ducale                           | Mailand            | als Vologeso |  |
| anonym                                    | Sommer 1776, Teatro Grande della nobilissima Accademia Intronata | Siena              | |  |
| Giacomo Rust                              | 28. Dezember 1778, Teatro San Benedetto                          | Venedig            | als Vologeso; auch im Frühling 1780 im Teatro delle Dame in Rom |  |
| Vicente Martín y Soler                    | 1. Februar 1783, Teatro Regio                                    | Turin              | als Vologeso |  |
| Antonio Brunetti                          | 27. Mai 1789, Teatro degli Intrepidi                             | Florenz            | als Vologeso, re de’ Parti |  |
| Ignazio Gerace                            | Himmelfahrtsmesse 1796, Teatro San Benedetto                     | Venedig            | Libretto bearbeitet als Vologeso |  |
| Niccolò Antonio Zingarelli                | 1811, Teatro Valle                                               | Rom                | Libretto bearbeitet von Jacopo Ferretti als Berenice, regina d’Armenia |  |
| Carlo Evasio Soliva                       | Januar 1817, Teatro Regio                                        | Turin              | Libretto bearbeitet von Jacopo Ferretti als Berenice d’Armenia |  |

## Aufnahmen und Aufführungen in neuerer Zeit
- Christoph Graupner – Berenice und Lucilla:
  - Oktober 2010 (Aufführung in der Orangerie Darmstadt): Wolfgang Seeliger (Dirigent), Sigrid T’Hooft (Regie), Darmstädter Hofkapelle, Konzertchor Darmstadt. David Pichlmaier (Lucius Verus), Jean-Pierre Ouellet (Vologesus), Antje Bitterlich (Berenice), Bettina Ranch (Lucilla), Christian Rathgeber (Anicetus), Richard Logiewa (Claudius), Burkhard Hildebrandt (Nisus).[67][68][69]
- Niccolò Jommelli – Vologeso:
  - 1993/1998 (Aufführung bei den „Festtagen Alter Musik“ in Stuttgart und CD): Frieder Bernius (Dirigent), Stuttgarter Kammerorchester. Lothar Odinius (Lucio Vero), Jörg Waschinski (Vologeso), Gabriele Rossmanith (Berenice), Helene Schneiderman (Lucilla), Daniel Taylor (Aniceto), Mechthild Bach (Flavio). Orfeo 420 983 (3 CD).[70][71]
  - 2015 (Aufführungen im Staatstheater Stuttgart unter dem Namen Berenike, Königin von Armenien): Gabriele Ferro (Dirigent), Staatsorchester Stuttgart. Sebastian Kohlhepp (Lucio Vero), Sophie Marilley (Vologeso), Ana Durlovski (Berenice), Helene Schneiderman (Lucilla), Igor Durlovski (Aniceto), Catriona Smith (Flavio). Ein Video-Mitschnitt wurde auf Arte Concert übertragen.[72][73]
  - April 2016 (konzertante Aufführung in London und CD): Ian Page (Dirigent), The Mozartists. Stuart Jackson (Lucio Vero), Rachel Kelly (Vologeso), Gemma Summerfield (Berenice), Angela Simkin (Lucilla), Tom Verney (Aniceto), Jennifer France (Flavio). Signum classics SIGCD692 (2 CDs).[74]

## Digitalisate
1. 1 2  Libretto (italienisch mit ausführlicher deutscher Inhaltsangabe) der Oper von Pietro Torri, München 1720. Digitalisat des Münchener Digitalisierungszentrums.
2. ↑  Libretto (italienisch) der Oper von Carlo Francesco Pollarolo, Venedig 1700. Digitalisat des Museo internazionale e biblioteca della musica di Bologna.
3. ↑  Libretto (italienisch) der anonymen Oper, Florenz 1700. Digitalisat des Museo internazionale e biblioteca della musica di Bologna.
4. ↑  Libretto (italienisch) der anonymen Oper, Genua 1701. Digitalisat im Corago-Informationssystem der Universität Bologna.
5. ↑  Libretto (deutsch) der Oper von Johann Mattheson und Georg Bronner, Hamburg 1702. Digitalisat der Staatsbibliothek zu Berlin.
6. ↑  Libretto (italienisch) der anonymen Oper, Livorno 1702. Digitalisat im Corago-Informationssystem der Universität Bologna.
7. ↑  Libretto (deutsch) der Oper von Christoph Graupner, Darmstadt 1712. Digitalisat der Wolfenbütteler Digitalen Bibliothek.
8. ↑  Libretto (italienisch) der Oper von Tomaso Albinoni, Ferrara 1713. Digitalisat des Museo internazionale e biblioteca della musica di Bologna.
9. ↑  Libretto (italienisch/englisch) der anonymen Oper, London 1716. Digitalisat im Corago-Informationssystem der Universität Bologna.
10. ↑  Libretto (italienisch) der anonymen Oper, Bologna 1717. Digitalisat im Corago-Informationssystem der Universität Bologna.
11. ↑  Libretto (italienisch) der Oper von Andrea Stefano Fiorè, Turin 1718. Digitalisat im Corago-Informationssystem der Universität Bologna.
12. ↑  Libretto (italienisch) der Oper von Francesco Gasparini, Rom 1719. Digitalisat des Museo internazionale e biblioteca della musica di Bologna.
13. ↑  Partitur der Oper von Pietro Torri, München 1720. Digitalisat beim International Music Score Library Project.
14. ↑  Partitur der Oper von Domenico Sarro, Neapel 1722. Digitalisat beim International Music Score Library Project.
15. ↑  Libretto (italienisch) der Oper von Francesco Ciampi, Mantua 1726. Digitalisat der Biblioteca Nazionale Braidense.
16. ↑  Libretto (italienisch/englisch) der Oper von Attilio Ariosti, London 1727. Digitalisat im Internet Archive.
17. ↑  Libretto (italienisch) der anonymen Oper, Reggio nell’Emilia 1730. Digitalisat im Corago-Informationssystem der Universität Bologna.
18. ↑  Libretto (italienisch) der Oper von Francesco Araja, Venedig 1735. Digitalisat des Museo internazionale e biblioteca della musica di Bologna.
19. ↑  Libretto (italienisch) der Oper von Rinaldo di Capua, Rom 1739. Digitalisat des Museo internazionale e biblioteca della musica di Bologna.
20. ↑  Libretto (italienisch) der Oper von Pietro Pulli, Reggo nell’Emilia 1741. Digitalisat der Biblioteca Nazionale Braidense.
21. ↑  Libretto (italienisch) der anonymen Oper, Verona 1742. Digitalisat der Biblioteca Nazionale Braidense.
22. ↑  Libretto (italienisch) der anonymen Oper, Livorno 1743. Digitalisat der Biblioteca Nazionale Braidense.
23. ↑  Partitur (Arien) der Oper von Leonardo Leo. Digitalisat beim International Music Score Library Project.
24. ↑  Libretto (italienisch) der Oper von Gennaro Manna, Neapel 1745. Digitalisat des Museo internazionale e biblioteca della musica di Bologna.
25. ↑  Partitur der Oper von Gennaro Manna, Neapel um 1745. Digitalisat beim International Music Score Library Project.
26. ↑  Libretto (italienisch/deutsch) der anonymen Oper, Regensburg 1747. Digitalisat bei Google Books.
27. ↑  Lucius Verus. Libretto (italienisch/deutsch) der anonymen Oper, Augsburg 1747. Digitalisat bei Google Books.
28. ↑  Libretto (italienisch) der Oper von Baldassare Galuppi, Rom 1748. Digitalisat des Museo internazionale e biblioteca della musica di Bologna.
29. ↑  Libretto (italienisch) der anonymen Oper, Modena 1749. Digitalisat im Corago-Informationssystem der Universität Bologna.
30. ↑  Libretto (italienisch/spanisch) der Oper von Giovanni Battista Lampugnani, Barcelona 1753. Digitalisat des Museo internazionale e biblioteca della musica di Bologna.
31. ↑  Klavierauszug der Oper von Francesco Zoppis mit Auszügen aus Ignazio Fiorillos Vologeso. Digitalisat der Staats- und Universitätsbibliothek Dresden.
32. ↑  Libretto (italienisch) der Oper von Niccolò Jommelli, Mailand 1754. Digitalisat des Museo internazionale e biblioteca della musica di Bologna.
33. ↑  Partitur der Oper von Niccolò Jommelli, Neapel 1754. Digitalisat beim International Music Score Library Project.
34. ↑  Libretto (italienisch) der Oper von Giuseppe Sarti, Venedig 1765. Digitalisat des Münchener Digitalisierungszentrums.
35. ↑  Libretto (italienisch/deutsch) der anonymen Oper, Hamburg 1755. Digitalisat der Staatsbibliothek zu Berlin.
36. ↑  Libretto (italienisch) der Oper von Ferdinando Bertoni, Turin 1757. Digitalisat des Münchener Digitalisierungszentrums.
37. ↑  Libretto (italienisch) der Oper von Ferdinando Bertoni, Rom 1764. Digitalisat des Museo internazionale e biblioteca della musica di Bologna.
38. ↑  Libretto (italienisch/englisch) des Pasticcios, London 1759. Digitalisat bei Google Books.
39. ↑  Libretto (italienisch) der anonymen Oper, Bologna 1760. Digitalisat im Corago-Informationssystem der Universität Bologna.
40. ↑  Libretto (italienisch) der Oper von Antonio Sacchini, Neapel 1785. Digitalisat des Museo internazionale e biblioteca della musica di Bologna.
41. ↑  Partitur der Oper von Antonio Sacchini, Neapel 1785. Digitalisat beim International Music Score Library Project.
42. ↑  Libretto (italienisch) der Oper von Giovanni Masi, Rom 1776. Digitalisat des Museo internazionale e biblioteca della musica di Bologna.
43. ↑  Libretto (italienisch) der Oper von Niccolò Jommelli, Lissabon 1769. Digitalisat des Museo internazionale e biblioteca della musica di Bologna.
44. ↑  Libretto (italienisch) der Oper von Giuseppe Colla, Venedig 1770. Digitalisat der Biblioteca Nazionale Braidense.
45. ↑  Libretto (italienisch) der Oper von Giovanni Marco Rutini, Florenz 1775. Digitalisat des Museo internazionale e biblioteca della musica di Bologna.
46. ↑  Libretto (italienisch) der Oper von Pietro Alessandro Guglielmi, Mailand 1776. Digitalisat des Museo internazionale e biblioteca della musica di Bologna.
47. ↑  Libretto (italienisch) der Oper von Giacomo Rust, Venedig 1779. Digitalisat des Museo internazionale e biblioteca della musica di Bologna.
48. ↑  Libretto (italienisch) der Oper von Vicente Martín y Soler, Turin 1783. Digitalisat im Internet Archive.
49. ↑  Libretto (italienisch) der Oper von Antonio Brunetti, Florenz 1789. Digitalisat des Museo internazionale e biblioteca della musica di Bologna.
50. ↑  Libretto (italienisch) der Oper von Ignazio Gerace, Venedig 1796. Digitalisat des Museo internazionale e biblioteca della musica di Bologna.